# Коломбо Форт (станция)
6°56′01″ с. ш. 79°51′03″ в. д.

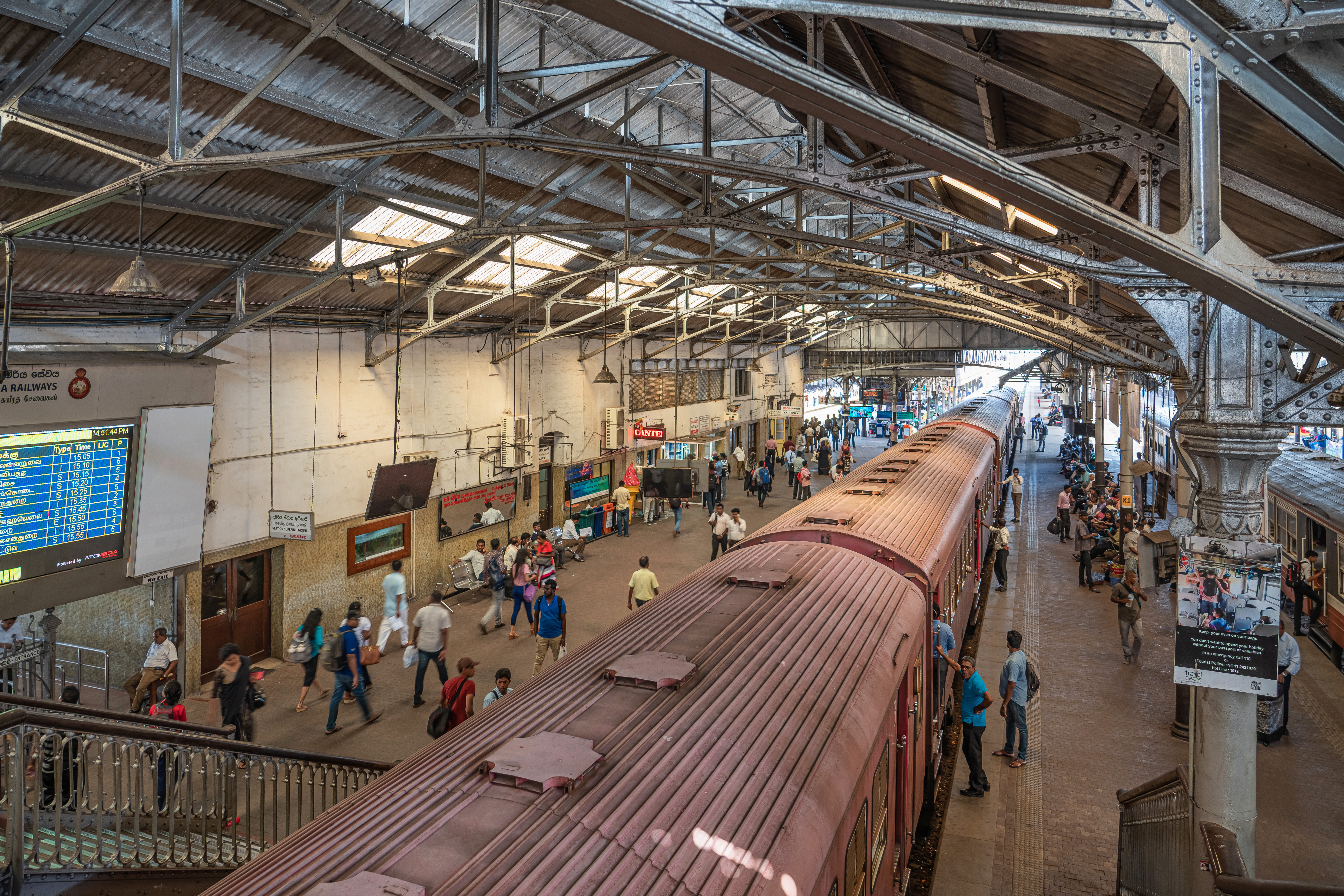
Вокзал Коломбо Форт

Железнодорожная станция Коломбо Форт (англ. Colombo Fort Railway Station) является крупным железнодорожным узлом Шри-Ланки. Станция обслуживает железными дорогами Шри-Ланки, и каждый день отсюда отправляется много городских и пригородных поездов. Это конечная остановка большинства междугородних поездов в стране.

## История
Когда железные дороги впервые открылись на Цейлоне (Шри-Ланка) в 1864 году, поезда доходили до конечной станции Colombo Terminus Station, сегодня заброшенной, недалеко от Мараданы. Самая ранняя станция называлась Форт и была построена в 1877 году, тогда же когда была построена Береговая линия. Эта оригинальная станция находилась на месте сегодняшней Secretariat Halt к западу от современной станции Форт.
Нынешняя Форт Станция была открыта в 1917 году, как новый центральный вокзал Коломбо. Он был построен наподобии вокзала Манчестер Виктория. Станция была построена на земле, отсыпанной на озере Бейра. Этот проект был частью схемы, начатой в 1906 году для реорганизации железной дороги в Коломбо, где станция конечной остановки Коломбо была закрыта и заменена новой станцией Марадана. Вокзал был торжественно открыт Г. П. Грином, генеральным директором CGR. Вокзал Форт был добавлен в 1917 в городскую сеть году для обслуживания центра города.

## Месторасположение

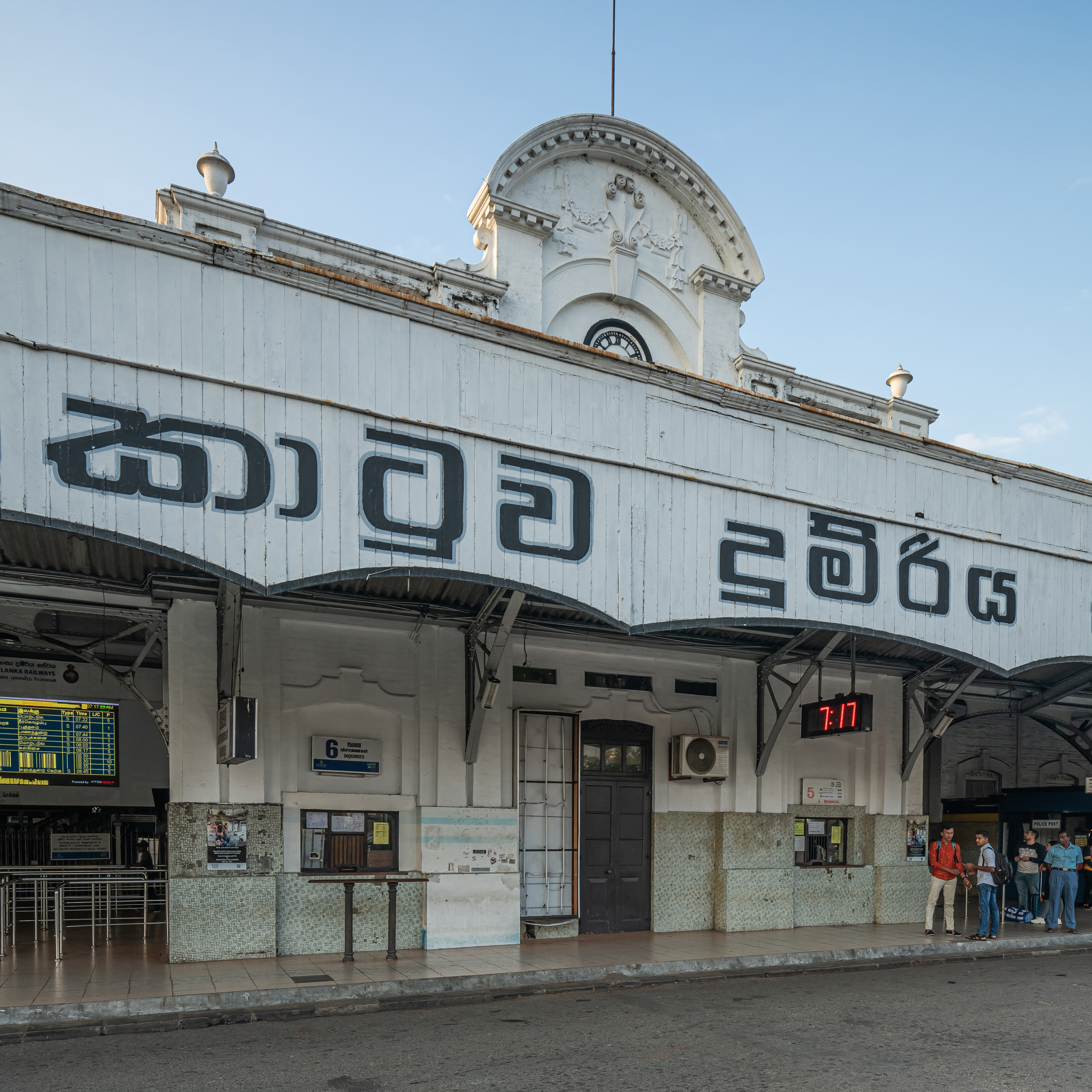
Фрагмент здания вокзала

Вокзал Форт находится в самом центре города, рядом с фортом Коломбо и Петтах, недалеко от пересечения автомагистралей А1 и А4. Вокзал обеспечивает доступ к предприятиям и офисам в форте Коломбо, а также к рынкам в Петтахе.
Вокзал Форт находится в паре километров от станции Марадана, другой крупной железнодорожной станции в Коломбо.

## Схема вокзала
Вокзал имеет сквозную планировку, несмотря на то, что является конечной станцией для многих линий. Это позволяет большинству платформ обслуживать как конечные, так и сквозные поезда. Платформы ориентированы по направлению восток-запад. Билетный зал находится к северу от платформ.

## Услуги

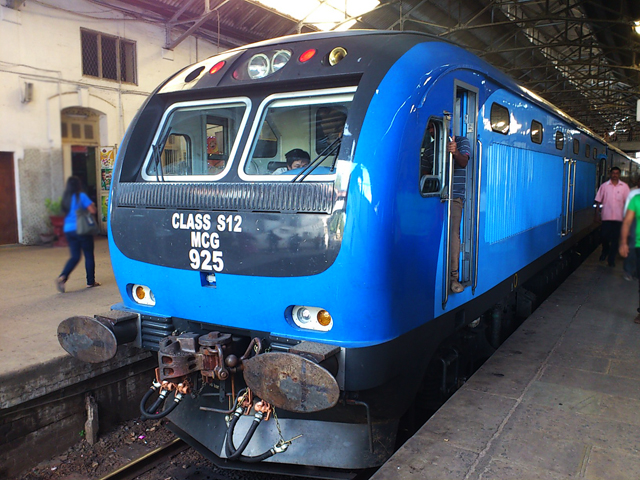
Intercity поезд на вокзале Форт

Вокзал обслуживает с востока Главную Линию, которая соединяется с несколькими другими основными маршрутами железнодорожной сети Шри-Ланки. Большинство из этих маршрутов заканчиваются на вокзале Форт. Вокзал обслуживает юго-запад береговой линии, ведущей к Галле и Матаре.
Вокзал Форт также является центром для пригородных поездов в метрополии Коломбо. Здесь же необходимо менять поезда, если вам необходимо пересесть в северной ветки на южную